# انتفاضة بانات
كانت انتفاضة بانات تمرد نظمه وقاده الأسقف الصربي الأرثوذكسي تيودور من فرساك وسافا تيميسفاراك ضد العثمانيين. اندلعت الانتفاضة في عام 1594 خلال المرحلة الأولى من الحرب التركية الطويلة، وخاضها الصرب المحليون، الذين بلغ عددهم حوالي 5000 شخص تمكنوا من السيطرة بسرعة على عدة بلدات في المنطقة قبل أن يسحقهم الجيش العثماني.